# William Gordon Burn-Murdoch

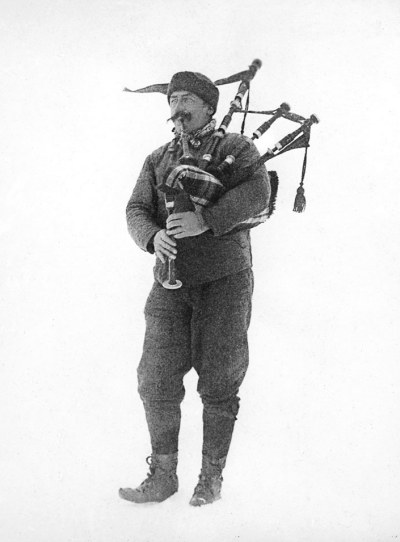
William Gordon Burn-Murdoch beim Dudelsackpfeifen in der Polarregion

William Gordon Burn-Murdoch (* 1862; † 19. Juli 1939 in Edinburgh) war ein schottischer Maler, Lithograf, Bildhauer und Reiseschriftsteller.

## Leben und Werke
Burn-Murdoch besuchte die Edinburgh Art School und die Königliche Akademie der Schönen Künste in Antwerpen unter Charles Verlat; in Paris war er ein Schüler von Emile Auguste Carolus-Duran. Weiterhin studierte er in Florenz, Neapel und Madrid. 1892–1893 nahm er als Künstler mit seinem Freund William Speirs Bruce an der Dundee Whaling Expedition in die Antarktis teil. Später bereiste er Indien, China und Grönland.
Auf seinen Reisen fertigte Burn-Murdoch realistische Darstellungen von Landschaften und Tieren an. Zu seinen Buchveröffentlichungen zählen:
- From Edinburgh to the Antarctic (1892/93)
- Modern whaling and polar bear hunting
- From Edinburgh to India and Burmah.

Ihm zu Ehren ist der Murdoch-Nunatak benannt, eine Insel vor der Ostküste der Antarktischen Halbinsel.